# Resonanzsaite

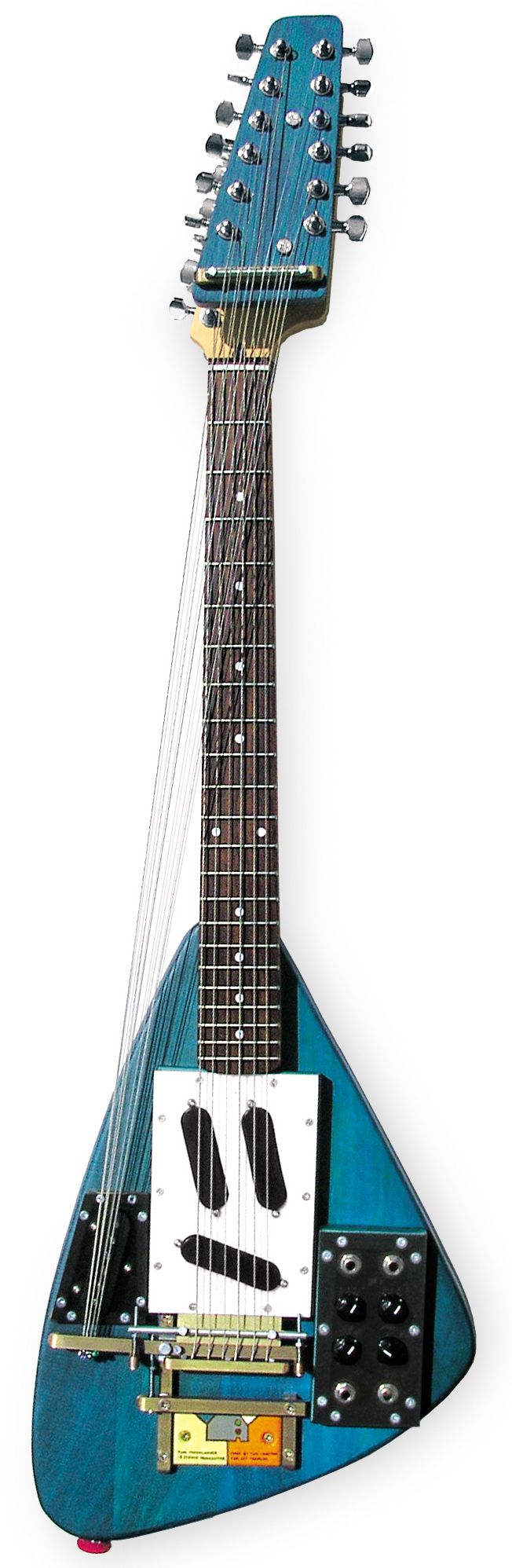
Moonlander Resonanzgitarre von Lee Ranaldo, Sonic Youth, Yuri Landman, 2007

Eine Resonanzsaite ist eine Aliquot-Saite, die, im Gegensatz zu den Spielsaiten, (meist) nicht direkt zum Klingen gebracht wird, sondern bei bestimmten Tonhöhen mitschwingt und dadurch einen spezifischen Klang erzeugt.

## Instrumente mit Resonanzsaiten
Resonanzsaiten oder Bordunsaiten, auch Bordun (von französisch bourdon) genannt, finden sich z. B. auf folgenden Instrumenten:
Streichinstrumente
- Baryton (17.–18. Jahrhundert)
- Drehleier (seit dem Mittelalter)
- Gadulka (aus Bulgarien)
- Hardangerfiedel (aus Norwegen)
- Nyckelharpa (auch Schlüsselfidel, aus Schweden)
- Sarangi (aus Indien / Pakistan)
- Viola d’amore (17.–18. Jahrhundert)

Zupfinstrumente
- Angelica (aus Frankreich)
- Gitarre, seit dem 17. Jahrhundert auch mit Bordunsaiten
- Moodswinger (aus den Niederlanden)
- Moonlander (aus den Niederlanden)
- Rawap (aus Xinjiang)
- Sarod (aus Indien)
- Sitar (aus Indien)
- Theorbe (aus Italien)
- der 5. Saitenchor der Laute wurde mit italienisch Bordone (deutsch mit „Mittelprummer“)[2] bezeichnet

Tasteninstrumente
- Blüthner Piano

Der patentierte Flügel der Firma Blüthner benutzt im Diskant des Instruments über den drei angeschlagenen Saiten, die zu einer Taste gehören, je eine zusätzliche, in der Oberoktave gestimmte Saite, die den Gesamtklang aufhellt und transparenter macht.